# Macromia flavicincta
Macromia flavicincta – gatunek ważki z rodziny Macromiidae.